# David Warren (inventor)

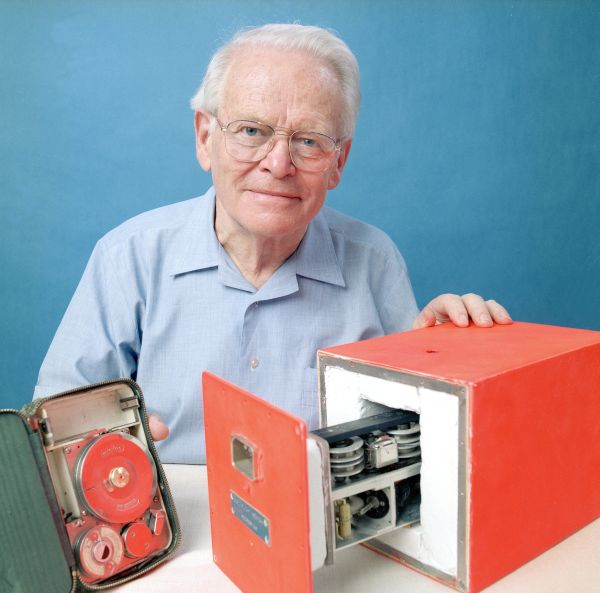
Dave Warren

David Ronald de Mey Warren (Groote Eylandt, 20 de março de 1925 - Melbourne, 19 de julho de 2010) foi um cientista australiano, conhecido por ter inventado a caixa-preta de aviões.

## Invenção
David Warren foi convocado, em 1953 quando funcionário do Laboratório de Pesquisa Aeronáutica, instituição ligada ao Departamento de Defesa da Austrália, para participar de uma comissão que deveria descobrir o motivo dos acidentes aéreos que ocorreram com vários de Havilland Comet.
Em meio as pesquisas desta comissão, Warren utilizou o recém lançado Minifon Mi 51, um mini-gravador, para desenvolver um sistema de gravação de voz dentro da cabine dos pilotos; e desta maneira criou o primeiro protótipo de uma Caixa Preta para a aviação.

## Condecorações
- 2002 - Ordem da Austrália.[1]